# Герб Сенгилеевского городского поселения
Герб города Сенгилей — опознавательно-правовой знак, составленный и употребляемый в соответствии с правилами геральдики, являющийся основным официальным символом местного самоуправления.
Муниципальный герб утверждён 24 апреля 2009 года решением Совета депутатов муниципального образования «Сенгилеевское городское поселение» № 010-ЗО «О гербе и флаге Ульяновской области».
Герб внесён в Государственный геральдический регистр под номером 4947.

## Описание герба
В серебряном поле - две золотые тыквы, обращенные вверх зелеными, положенными накрест стеблями.
Разрешается использование герба с вольной частью — четырёхугольником, примыкающим изнутри к верхнему и правому краю герба Сенгилеевского городского поселения с воспроизведенными в нём фигурами герба Ульяновской области.

## История

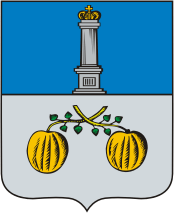
Герб города, 1780 год

22 декабря 1780 года был утверждён муниципальный герб города вместе с другими городами Симбирского наместничества.
В верхнем поле герб Симбирский, в нижнем поле "две большие тыквы с ветвями в серебряном поле, означающие изобилие сего рода плода"

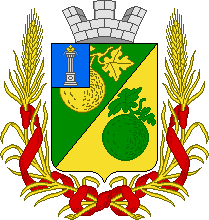
Герб города, 1863 год

В 1863 году составлен проект герба Сенгилея: 
"В щите, скошенном влево зеленью и золотом, 2 тыквы переменных металла и финифти. В вольной части герб Симбирской губернии. Щит увенчан серебряной башенной короной о трех зубцах и окружён золотыми колосьями, соединёнными Александровской лентой".
24 апреля 2009 года утвержден решением Совета депутатов муниципального образования «Сенгилеевское городское поселение» от 24 апреля 2009 года № 39 и внесен в Государственный геральдический регистр РФ под № 4947.. Авторская группа герба города — реконструкция герба: Константин Моченов (Химки); художник: Роберт Маланичев (Москва); компьютерный дизайн: Оксана Афанасьева (Москва);обоснование символики: Кирилл Переходенко (Конаково).